# Agrionopsis congica
Agrionopsis congica är en bönsyrseart som beskrevs av Giglio-tos 1916. Agrionopsis congica ingår i släktet Agrionopsis och familjen Mantidae. Inga underarter finns listade i Catalogue of Life.